# Hollister (Carolina del Nord)
Hollister è un census-designated place (CDP) degli Stati Uniti d'America, situato nello stato della Carolina del Nord, nella contea di Halifax.